# Vitrac, Dordogne
Vitrac là một xã, nằm ở tỉnh Dordogne vùng Aquitaine của Pháp. Xã này có diện tích 14,38 km², dân số năm 2005 là 824 người. Xã nằm ở khu vực có độ cao trung bình 140 m trên mực nước biển.

## Thông tin nhân khẩu
| Năm    | 1962 | 1968 | 1975 | 1982 | 1990 | 1999 | 2005 |
| ------ | ---- | ---- | ---- | ---- | ---- | ---- | ---- |
| Dân số | 570  | 550  | 622  | 631  | 743  | 767  | 824  |